# Очанка зальцбурзька
Очанка зальцбурзька (Euphrasia salisburgensis) — вид квіткових рослин родини глухокропивових (Lamiaceae).

## Біоморфологічна характеристика
Це напівпаразитичний однорічник. Рослина заввишки 3–20(25) см, нерозгалужена чи розгалужена біля основи, запушена, без залозистих волосків. Стебла пурпурові, прямовисні чи іноді полягають біля основи, прості чи з розлогими гілками. Листки супротивні, здебільшого голі. Приквітні листки лінійні чи ланцетні; зубці їх значно розставлені, довжина їх удвічі перевищує ширину, з кожного боку по 2-5 довго загострених зубців. Чашечка 4–6 мм, злегка збільшується, гола, з ланцетними частками, рівними трубці. Віночок завдовжки 5–10 мм, білий, з блакитною верхньою губою, рідко весь блакитний, на нижній губі з жовтою плямою, в зіві з темними смужками. Коробочка 4–7 мм, гола чи тільки по краю із дрібними загнутими щетинками. 2n = 44.

## Поширення
Росте у Європі й Туреччині.
В Україні вид росте на скелях та кам'янистих місцях — у Карпатах (хр. Свидовець).